# Trichomonadidae
Os Tricomonadídeos são protozoários flagelados dotados de ciclos de vida simples e desprovidos de ciclo de vida resistente (forma cística).
São encontradas três espécies de importância médica:
- Trichomonas vaginalis, causador da Tricomoníase em humanos. A tricomoníase é uma infecção do sistema genito-urinário humano, transmitida por meio de relações sexuais.
- Pentatrichomonas hominis (antigamente chamado Trichomonas hominis), parasito encontrado em forma frágil nas fezes humanas; é usualmente considerado não-patogênico, embora provavelmente associado   a casos de sintomas gastro-intestinais discretos quando presente em número aumentado. É transmitido por via fecal-oral, e considerado inusual por ser resistente aos ácidos gástricos, embora não apresente forma cística.
- Trichomonas tenax, comensal do tártaro dentário.[2]